# 超星舞団
超星舞団（スーパースターダンサーズ）は、ウッチャンナンチャンのウリナリ!!に登場したダンスチームである。

## 概要
『超星舞団』自体は2001年のウリナリSP「炎の団体戦SPECIAL」で登場、新芸能人社交ダンス部の選から漏れた人員をよゐこが集めて結成された。
『ウリナリ総選挙』でレギュラーから落選したよゐこ・濱口優が立ち上げた社交ダンスチーム。団長濱口の「兄貴（南原）に噛み付かせてもらいます」がテーマで立ち上げたチームでもある。これは、よゐこがウリナリのレギュラー当時、番組打ち上げ時に南原清隆が（いつまでもはじけないよゐこをじれったく思い）『よゐこをぶっつぶしてやる』と酔って発言した事があった（後年、『いろもん』にゲストで登場した折に濱口からこの話が語られている）ことが発端になっている。それ以来、よゐこが『兄貴』をライバル視して挑戦していた事が「噛みつく」の意味である。それゆえに、反骨精神を持ってウリナリ社交ダンス部に挑戦したダンスチームとなった。
実質的にウリナリ社交ダンス部のライバルチームという図式になっていたが、番組進行とともに後半では団結しながら一喜一憂しており、差別化が不十分だったとも思える。しかし、番組的には同じ社交ダンスチームとして視聴者との一体化に成功した。この『超星舞団』は社交ダンス部のライバルチームとしての立ち位置だったにもかかわらず、必ずしも社交ダンス部のライバルとして相手方を脅かすまでは行かなかった様にも受け取れるため、これ以降の登場がなかったのも仕方なかったと言える。
ライバルとして立ち上げたチームであったことから、スローガンは「打倒、新芸能人社交ダンス部！」を掲げ、猛練習を積んで踊ってみせた。その結果、全50組中、全日本団体8位を獲得（新芸能人社交ダンス部は全日本団体3位）。ダンス大会で決勝進出を決めた時、浜口団長が「俺たちは2軍じゃねえ！」と渾身のダンス結果に叫んでいる。超星舞団・新社交ダンス部、全員が実力を出し切ったダンスを披露し、番組を盛り上げて見せた。予想以上に頑張ったチームであったものの、これっきり超星舞団（スーパースターダンサーズ）としての出演は全くなかった（ただし、大竹のみ、不定期SPに出場）。

## 超星舞団（スーパースターダンサーズ）団員
団長
- 濱口優（よゐこ）

団員
- 有野晋哉（よゐこ）
- ウド鈴木（キャイ〜ン）
- 大竹一樹（さまぁ〜ず）
- 坂本ちゃん
- ユニー・ハン
- 三津谷葉子
- 神尾米
- 小野愛
- 内藤陽子

## 炎の団体戦SPECIAL 出場ペア
- 濱口優、三津谷葉子 組
- 有野晋哉、ユニー・ハン 組
- ウド鈴木、小野愛 組
- 大竹一樹、神尾米 組
- 坂本ちゃん、内藤陽子 組